# Lawrence Gonzi
Lawrence Gonzi (* 1. července 1953 Pietà) je maltský politik a v letech 2004–2013 předseda vlády Maltské republiky, kterým byl jmenován 23. března 2004 po rezignaci Edwarda Fenecha Adamiho. Působí také ve funkci předsedy Národní strany (maltsky: Partit Nazzjonalista).
Po prohraných maltských parlamentních volbách v březnu 2013 se stal vůdcem opozice a v úřadu premiéra jej nahradil Joseph Muscat.

## Osobní život

### Rodina
Lawrence Gonzi je synem Luigi Gonziho a Ines Galea a prasynovcem Mikiela Gonziho, bývalého maltského arcibiskupa. Má mladšího bratra Michaela Gonziho. Je ženatý s Catherine Callusovou, s níž má tři děti Davida, Mikelu a Paula.

### Politická kariéra
V roce 1987 se úspěšně účastnil voleb do parlamentu s Národní stranou. V roce 1988 byl zvolen do čela Sněmovny reprezentantů (Kamra tar-Rapprezentanti) maltského jednokomorového parlamentu a tuto funkci obhájil i v roce 1992, kdy získal jednomyslnou podporu zákonodárců. Jako opoziční poslanec zastával post stínového ministra sociálních věcí, později se stal generálním tajemníkem strany.
V roce 1998 byl jmenován ministrem sociálních věcí, následující rok se stal místopředsedou Národní strany i místopředsedou vlády (1999-2004). V parlamentních volbách uspěl i v roce 2003.

#### Předseda vlády
V březnu 2004 po odstoupení předsedy strany a premiéra Edwarda Fenecha Adamiho zvítězil v boji o jeho posty. Krátce nato byl jmenován předsedou vlády a ujal se i role stranického šéfa. Ve vládě současně zastával úřad ministra financí (2004-2008).
Po parlamentních volbách 8. března 2008, byl Gonzi znovuzvolen premiérem. 4. května 2008 pak znovu potvrzen ve funkci stranického předsedy.